# Der Adler ist gelandet (Film)
Der Adler ist gelandet (Originaltitel The Eagle Has Landed) ist ein Kriegsfilm, der 1976 unter der Regie von John Sturges gedreht wurde. Hauptdarsteller sind unter anderem Michael Caine, Donald Sutherland und Robert Duvall. Er basiert auf dem gleichnamigen Bestseller-Roman von Jack Higgins.

## Handlung
Nachdem deutsche Fallschirmjäger Mussolini aus der Gefangenschaft befreit haben, hat Adolf Hitler die Idee, Winston Churchill zu entführen, um die Alliierten einer wichtigen Führungsperson zu berauben und um ein Druckmittel gegen die Briten zu haben. Admiral Wilhelm Canaris, der Chef der deutschen Abwehr, soll die Durchführbarkeit eines solchen Unternehmens prüfen und einen entsprechenden Plan ausarbeiten lassen.
Canaris beauftragt Oberst Radl mit dieser Aufgabe. Canaris hofft, dass Hitler die ganze Sache wieder vergisst, und befürchtet, dass Himmler sich für die Durchführung des Unternehmens einsetzen wird. Im Gegensatz zu Canaris ist Radl der Meinung, dass das Unternehmen durchführbar und sinnvoll ist, zumal er die Information erhalten hat, dass sich Churchill demnächst im abgelegenen englischen Küstenort Studley Constable aufhalten soll, um sich ein Manöver anzusehen. Er hat auch bereits zwei Leute, die für das Unternehmen in Frage kommen. Der eine ist Oberst Kurt Steiner, Kommandeur eines Fallschirmjägerregiments, der mit seinen ihm absolut treu ergebenen Männern Dienst in einer Strafeinheit auf der Insel Alderney versieht, nachdem er sich für eine Jüdin eingesetzt hat. Der andere ist der irische Freiheitskämpfer Liam Devlin, der zurzeit Vorträge an einer Berliner Universität hält.
Himmler ist begeistert, mit welchem Engagement Radl das Unternehmen vorbereitet und überreicht ihm eine (angeblich) von Hitler persönlich unterschriebene Vollmacht, durch die Radl nun in der Sache freie Hand hat. Steiner und seine Männer werden, getarnt als polnische Fallschirmjäger, an der englischen Küste abgesetzt und dort von Devlin und Joanna Grey, einer gebürtigen Südafrikanerin, die aus persönlichen Motiven für die deutsche Seite arbeitet, empfangen, der lokalen Bevölkerung vorgestellt und von dieser zunächst herzlich aufgenommen. Die wahre Identität der angeblichen polnischen Fallschirmspringer wird jedoch schon bald enthüllt. Als einer der Männer während eines fingierten Manövers ein englisches Kind vor dem Ertrinken rettet und dabei selbst stirbt, reißt seine polnische Uniform auf und die darunter befindliche deutsche, die zu tragen Steiners Männern von Radl erlaubt worden ist, kommt zum Vorschein.
Die anwesenden Dorfbewohner werden daraufhin als Geiseln genommen und in der Kirche interniert. Jedoch alarmiert Pamela, die Schwester des Pfarrers, eine in der Nähe stationierte Einheit US-amerikanischer Ranger, deren unerfahrener Kommandeur Pitts von seinem Kriegsdienst in der Etappe frustriert ist. Er wittert nun seine große Chance, doch noch den ersehnten Schlachtenruhm zu erringen. Ebenso energisch wie arrogant und inkompetent versucht er auf eigene Faust, den Plan der Deutschen zu vereiteln und lässt die Dorfkirche umstellen, in der Steiner sich mit seinen Männern verschanzt hat. Der amerikanische Angriff schlägt jedoch völlig fehl und kostet einen Großteil der Beteiligten das Leben. Pitts gelangt während der Kampfhandlungen in das Haus von Joanna Grey, wird aber von dieser auf der Treppe ihres Hauses erschossen. Joanna stirbt wenige Augenblicke später im Kugelhagel eines weiteren amerikanischen Soldaten.
Die Amerikaner führen Verstärkung heran. Als Parlamentär fordert Pitts Stellvertreter Captain Clark Steiner zu Verhandlungen auf. Dieser tritt daraufhin in deutscher Uniform mit Ritterkreuz vor die Kirchentür. Steiner ist damit einverstanden, dass die Geiseln die Kirche verlassen, lehnt aber die Kapitulation seiner Einheit ab und kehrt in die Kirche zurück. In der Sakristei zeigt ihm Devlin eine Geheimtür zu einem Tunnel, der zu dem unterhalb der Kirche gelegenen Dorf führt. Steiner verlässt mit Devlin und seinem verwundeten Stellvertreter Hauptmann von Neustadt die Kirche, nachdem die übrigen Männer vorgeschlagen hatten, die Kirche zu verteidigen und ihnen so eine unbemerkte Flucht zu ermöglichen. Während des folgenden Feuergefechts kommen alle in der Kirche verbliebenen Deutschen um.
Unterdessen fliehen Devlin, Steiner und von Neustadt durch den Tunnel und gelangen an eine Flussmündung am Strand. Dort nimmt ein wartendes deutsches Schnellboot von Neustadt an Bord. Auf Befehl von Steiner soll es in der Flussmitte ankern. Die Wege von Devlin und Steiner trennen sich.
Zwischenzeitlich erfährt Oberst Radl durch einen Funkspruch des Schnellbootes vom weitgehenden Scheitern des Unternehmens. Er gibt diese Meldung an Himmler weiter, der Radl als Mitwisser des Unternehmens durch die SS festnehmen und vor einem Standgericht erschießen lässt. Später sieht man das Boot völlig zerschossen bei Ebbe im Fluss liegen.
Steiner kann derweil einen amerikanischen Wachposten überwältigen und gelangt in einer amerikanischen Uniform bis auf das Grundstück, auf welchem sich Churchill aufhält. Er sieht Churchill, der auf die Terrasse getreten ist, um eine Zigarre zu rauchen. In seiner deutschen Uniform tritt er ihm gegenüber und feuert nach einem kurzen Moment des Zögerns auf den Premierminister. Unmittelbar im Anschluss wird Steiner von den Sicherheitskräften und dem ebenfalls anwesenden Captain Clark erschossen.
Erst jetzt erfährt Clark jedoch, dass es sich bei dem Toten nicht um Churchill, sondern um einen Schauspieler handelt. Churchills Besuch war nur eine Inszenierung, um die Aufmerksamkeit der Deutschen von seinen wirklichen Reisezielen abzulenken. Der echte Churchill befindet sich zu diesem Zeitpunkt nämlich in Persien auf der Teheran-Konferenz, wo er mit Roosevelt und Stalin die Invasionspläne bespricht, mit denen der endgültige Sieg über Deutschland herbeigeführt werden soll.
Devlin kann unverletzt entkommen.

## Abweichungen zum Buch
Der Film weicht in vielen Dingen von der Romanvorlage teilweise erheblich ab.
Kurt Steiner ist im Film Oberst, im Buch aber Oberstleutnant, also einen Rang niedriger. Steiner verliert im Buch – im Gegensatz zum Film – seinen Dienstgrad nicht durch den Zwischenfall mit dem jüdischen Mädchen, das er versucht zu retten.
Die Figur des Arthur Seymour hat im Buch einen schwarzen Vollbart und wird weitaus kälter dargestellt als im Film.
Außerdem wird Seymour im Film von Molly Prior im Haus von Liam Devlin mit einer Schrotflinte durch einen Schuss in den Rücken getötet; diese Szene kommt im Buch überhaupt nicht vor. Ebenso gibt es den Boxkampf zwischen Devlin und Seymour auf der Rückseite der Kirche im Buch nicht. Arthur Seymour überlebt im Buch und tötet am Ende einen der deutschen Soldaten, einen Engländer mit Namen Harvey Preston, Untersturmführer des Britischen Freikorps – der im Film auch nicht vorkommt – durch Erhängen in der Kirche.
Im Buch gibt es einen Sir Henry Willoughby, Lieutenant Colonel der British Home Guard. Diese Person ist im Film ebenfalls nicht zu sehen, auch wenn er von Joanna Grey erwähnt wird.
Oberst Radl wird im Film von der SS verhaftet und von einem Exekutionskommando erschossen. Im Buch gibt Heinrich Himmler zwar die Anweisung, Oberst Radl wegen Hochverrat verhaften zu lassen, erschossen wird Radl allerdings nicht.
Im Film entscheidet sich Liam Devlin am Ende, bei Molly Prior zu bleiben; er verlässt England also nicht. Im Buch flüchtet er gemeinsam mit einem Leutnant Neumann auf das S-Boot und entkommt somit nach Deutschland.
Im Film wird der falsche Winston Churchill von Kurt Steiner erschossen; auch diese Szene gibt es im Buch nicht. Zwar versucht Steiner, ihn auf der Terrasse zu erschießen, wird aber kurz davor von den Leibwächtern Churchills erschossen.
Völlig frei erfunden und auch im Buch nicht zu finden sind die Szenen mit dem „Hundetrick“ von Liam Devlin auf dem Rollfeld mit dem Rottweiler, mit dem Irischen Wolfshund von Joanna Grey und den beiden Hunden der amerikanischen Soldaten.

## Kritiken
„Fragwürdiger Actionfilm, der Krieg einmal mehr als Angelegenheit ehrenhafter und ritterlicher Männer zeigt und Halbwahrheiten und Erfindungen als authentisch ausgibt.“

„Dank der großartigen Starbesetzung zeichnet sich der Film durch die unterschiedlichen, fein ausgefeilten Charaktere aus. Michael Caine […] war von der Arbeit mit John Sturges begeistert […] Bei den Dreharbeiten kam es unter den einzelnen Stars erstaunlicherweise zu keinen Reibereien. Diese gute Atmosphäre hat sich indirekt auch auf den Streifen übertragen, der nach Sturges’ Meinung nicht als reiner Kriegsfilm zu bewerten ist, sondern als ein Abenteuerfilm über die Ideale von Männerfreundschaften.“

„[…] ein schöner, altmodischer Abenteuerfilm, angefüllt mit markigen Ereignissen und Personen, so dass man sich das entspannt anschauen kann, ohne sich um den Wahrheits- oder gar Wahrscheinlichkeitsgehalt kümmern zu müssen.“

## Hintergründe
- Tag der Erstaufführung in der Bundesrepublik Deutschland war der 24. Februar 1977.[5]
- Der Adler ist gelandet wurde in Berkshire, Cornwall, Charlestown, Mapledurham, Rovaniemi, Newquay und im Twickenham Studio in London gedreht.[6]
- Das Budget lag bei geschätzten 6 Mio. US-Dollar.[7]
- Der Film gehört zu den Kriegsfilmen, deren Poster ein Original-Schriftenlogo verwendeten, das mit deutschen Rechtsvorschriften nicht vereinbar war. Es handelte sich um einen Adlerkopf im Buchstaben G, dessen Auge ein Hakenkreuz darstellt.
- Bis 2013 war der Film ab 16 freigegeben. Durch eine Neuprüfung wurde die Freigabe auf ab 12 Jahren heruntergestuft.

## Trivia
Das fiktive Städtchen der Haupthandlung Studley Constable wird an die Ostküste Englands in die Grafschaft Norfolk gelegt und von Radl-Darsteller Robert Duvall auf der Karte unter die Lupe genommen: Es wird geographisch dort verortet, wo sich in der Realität die Ortschaften Wighton und Warham befinden. Im Film zu sehen ist allerdings der Ort Mapledurham im südlichen Oxfordshire mit dem elisabethanischen Mapledurham House, in dem der vorgebliche Churchill untergebracht ist. Die bedeutungsvolle Rettungsaktion des Mädchens wurde an der Mapledurham Watermill gedreht.